# Tarcisius Gervazio Ziyaye
Tarcisius Gervazio Ziyaye (Khombe, 19 de maio de 1949 - Windhoek, Namíbia, 14 de dezembro de 2020) foi um clérigo malauiano e arcebispo católico romano de Lilongwe.
Tarcisius Gervazio Ziyaye recebeu o Sacramento da Ordem em 14 de agosto de 1977.
Em 26 de novembro de 1991, o Papa João Paulo II o nomeou Bispo Titular de Macon e o nomeou Bispo Auxiliar de Dedza. O Arcebispo de Blantyre, James Chiona, o consagrou em 23 de maio de 1992; Co-consagradores foram o Bispo de Dedza, Gervazio Moses Chisendera, e o Bispo de Lilongwe, Matthias A. Chimole.
Em 4 de maio de 1993, João Paulo II o nomeou Bispo Coadjutor de Lilongwe. Tarcisius Gervazio Ziyaye tornou-se bispo de Lilongwe em 11 de novembro de 1994, sucedendo Matthias A. Chimole, que renunciou por motivos de idade. Em 23 de janeiro de 2001, João Paulo II o nomeou Arcebispo de Blantyre.
Em 3 de julho de 2013, o Papa Francisco o renomeou como pároco-chefe da diocese de Lilongwe, que desde então foi elevada ao status de arquidiocese.
Tarcisius Gervazio Ziyaye foi Presidente da Conferência Episcopal do Malawi de 2000 a 2012 e Presidente da União das Conferências Episcopais da África Oriental de 2008 a 2014.